# 엘리사벗 빌레보르처
엘리사벗 빌레보르처(네덜란드어: Elisabeth Willeboordse, 1978년 9월 14일~)는 네덜란드의 유도 선수이다. 올림픽에 2회(2008, 2012) 참가하였으며 2008년 하계 올림픽 여자 하프미들급 동메달을 획득했다.